# John Wigforss
John Adolf Wigforss, född den 4 oktober 1872 i Karlshamn, död den 7 september 1909 i Karlstad, var en svensk författare, journalist och tidningsman. 

## Biografi
Föräldrar var järnhandlaren Johan August Wigforss och Anna Sofia Pålsson. Han var kusin till Ernst Wigforss.
Wigforss tog studenten redan som 16-åring och studerade därefter vid Lunds universitet. Han var under studieåren en radikal och bohem, och hörde till det så kallade Tuakotteriet där han bland annat blev god vän med Axel Wallengren ("Falstaff, fakir"). Wallengren och Wigforss var också tillsammans aktiva i Lundakarnevalen där de bland annat tillsammans med Carl J. Kullenbergh författade spexet Guvernörens staty (1892). Wigforss är också medförfattare till delar av Wallengrens första "fakiriska" humorbok En hvar sin egen professor (1894). Han deltog även som bidragsgivare i studentkalendern Från Lundagård och Helgonabacken. Sina minnen från denna tid har Wigforss skildrat i boken Då vi lågo i Uppsala och Lund (1906).
Wigforss tvangs avbryta sina studier efter att hans fader gått bort och inledde i stället en bana som journalist. Han verkade inledningsvis bland annat i Folkets Tidning i Lund men lämnade sedan denna stad och var senare bland annat som redaktör på Varbergsposten, Nya Dagligt Allehanda och Nya Wermlands-Tidningen. Vid den sistnämnda var han vid sin död. Under hans journalistiska bana förändrades Wigforss politiska åskådning kraftigt, och kom att, som det uttrycktes i en dödsruna, ge uttryck för "en eruptiv konservatism".
Vid sidan av journalistiken fortsatte Wigforss även sitt humoristiska författarskap. Mest känt av hans alster i denna genre är pjäsen Sten Stensson Stéen från Eslöf (1902), vilken uruppfördes av Wigforss gamle studentkamrat Carl Deurell 1903 och senare gjordes riksbekant både på scen och film genom först Elis Ellis och senare Nils Poppe. Wigforss skrev senare två pjäser till om Sten Stensson Stéen.
Andra verk av Wigforss är novellsamlingen Tattare - några historier från Halland (1899) och dikt- och dramasamlingen Antika nätter (1907).